# Siegel Marylands
Das Siegel des US-Bundesstaats Maryland wurde im Jahr 1969 zum vorläufig letzten Mal geändert.

## Beschreibung

Flagge Marylands

Das Siegel Marylands zeigt einen Bauern und einen Fischer als Schildhalter eines Schildes, dessen Gestaltung sich in der Flagge Flagge Marylands wiederfindet. Die Gestaltung von Flagge und Siegel basiert auf dem Wappen der Barons Baltimore, die Gründer und Lords Proprietor der einstigen Kolonie Maryland. Das Wappen ist gebildet aus den Stammwappen der Familien Calvert und Crossland.
Unter dem Schild steht der Wahlspruch des Staates auf Altitalienisch:
„Fatti maschii, parole femine“
Männliche Taten, weibliche Worte
Maryland ist damit der einzige US-Bundesstaat, der ein italienisches Motto führt.
Um das Siegel herum steht die Jahreszahl 1632 und das lateinische Motto:
„Scuto bonæ voluntatis tuæ coronasti nos“
Du hast uns mit dem Schild deines guten Willens gekrönt.
Dieses Zitat aus der lateinischen Vulgata-Bibelübersetzung ist aus Psalm 5 entnommen und lautet in der deutschen Übersetzung folgendermaßen:
„Denn du, HERR, segnest die Gerechten; du krönest sie mit Gnade wie mit einem Schild.“
Die Jahreszahl 1632 erinnert an Cæcilius Calvert, 2. Baron Baltimore, der 1632 für das Land eine Bewirtschaftungskonzession als Lord Proprietor erhielt und das Gebiet nach Königin Henrietta Maria benannte, der Ehefrau des englischen Königs Karl I.